# Scott Clifton
Scott Clifton Snyder (Los Angeles, 31 ottobre 1984) è un attore statunitense.
Noto per il ruolo di Dillon Quartermaine in General Hospital, di Schuyler Joplin in Una vita da vivere e di Liam Spencer nella soap opera Beautiful, ruolo da cui ha vinto tre Daytime Emmy Awards.

## Biografia
Comincia a recitare nel 2001 con la serie televisiva Roswell dove interpreta il ruolo di Evan.
Successivamente dal 2003 al 2007 interpreta il ruolo di Dillon Quartermaine nella soap opera General Hospital. Grazie a questa parte ottiene fama e ben tre nomination agli Emmy Awards.
Dal 2009 al 2010 recita nella soap opera Una vita da vivere dove ottiene il ruolo di Schuyler Joplin e un ulteriore nomination all'Emmy.
Dal 2010 è uno dei protagonisti della soap opera Beautiful con il ruolo di Liam Spencer. Grazie a questa parte ha finalmente vinto l'Emmy nel 2011 come miglior giovane attore e nel 2013 come miglior attore non protagonista.

## Attività su YouTube
Dichiaratamente ateo, Clifton si è reso popolare su YouTube attraverso il suo canale, TheoreticalBullshit, in cui tratta soprattutto temi relativi alla religione, all'etica e alla metafisica con un piglio discorsivo e con un approccio razionalista.

## Filmografia

### Cinema
- Terminal Error - regia di John Murlowski (2002)
- Arizona Summer - regia di Joey Travolta (2003)
- The Death Strip - regia di Nicole Haeusser (2007)
- Life in General - regia di Roy B. Steinberg (2008)

### Televisione
- Roswell - registi vari - Ruolo: Evan (2001)
- Undressed - regia di Jamie Babbit e Arthur Borman (2001)
- Giudice Amy - registi vari - Ruolo: Thomas Delancey (2002)
- General Hospital - registi vari - Ruolo: Dillon Quartermaine (2003-2007)
- Una vita da vivere - registi vari - Ruolo: Schuyler Joplin (2009-2010)
- Beautiful - registi vari - Ruolo: Liam Spencer (2010-in corso)

## Riconoscimenti

### Emmy Awards
- Vinti:
  - Miglior giovane attore in una serie drammatica, per Beautiful (2011)
  - Miglior attore non protagonista in una serie drammatica, per Beautiful (2013)
  - Miglior attore protagonista in una serie drammatica, per Beautiful (2017)
- Nomination:
  - Miglior giovane attore in una serie drammatica, per General Hospital (2004)
  - Miglior giovane attore in una serie drammatica, per General Hospital (2005)
  - Miglior giovane attore in una serie drammatica, per General Hospital (2006)
  - Miglior giovane attore in una serie drammatica, per Una vita da vivere (2010)
  - Miglior attore non protagonista in una serie drammatica, per Beautiful (2014)
  - Miglior attore non protagonista in una serie drammatica, per Beautiful (2015)

### Soap Opera Digest Awards
- Vinti:
  - Miglior giovane attore in una serie drammatica, per General Hospital (2005)

## Doppiatori italiani
Nelle versioni in italiano delle opere in cui ha recitato, Scott Clifton è stato doppiato da:
- Emiliano Coltorti in Beautiful